# Большой Санчур

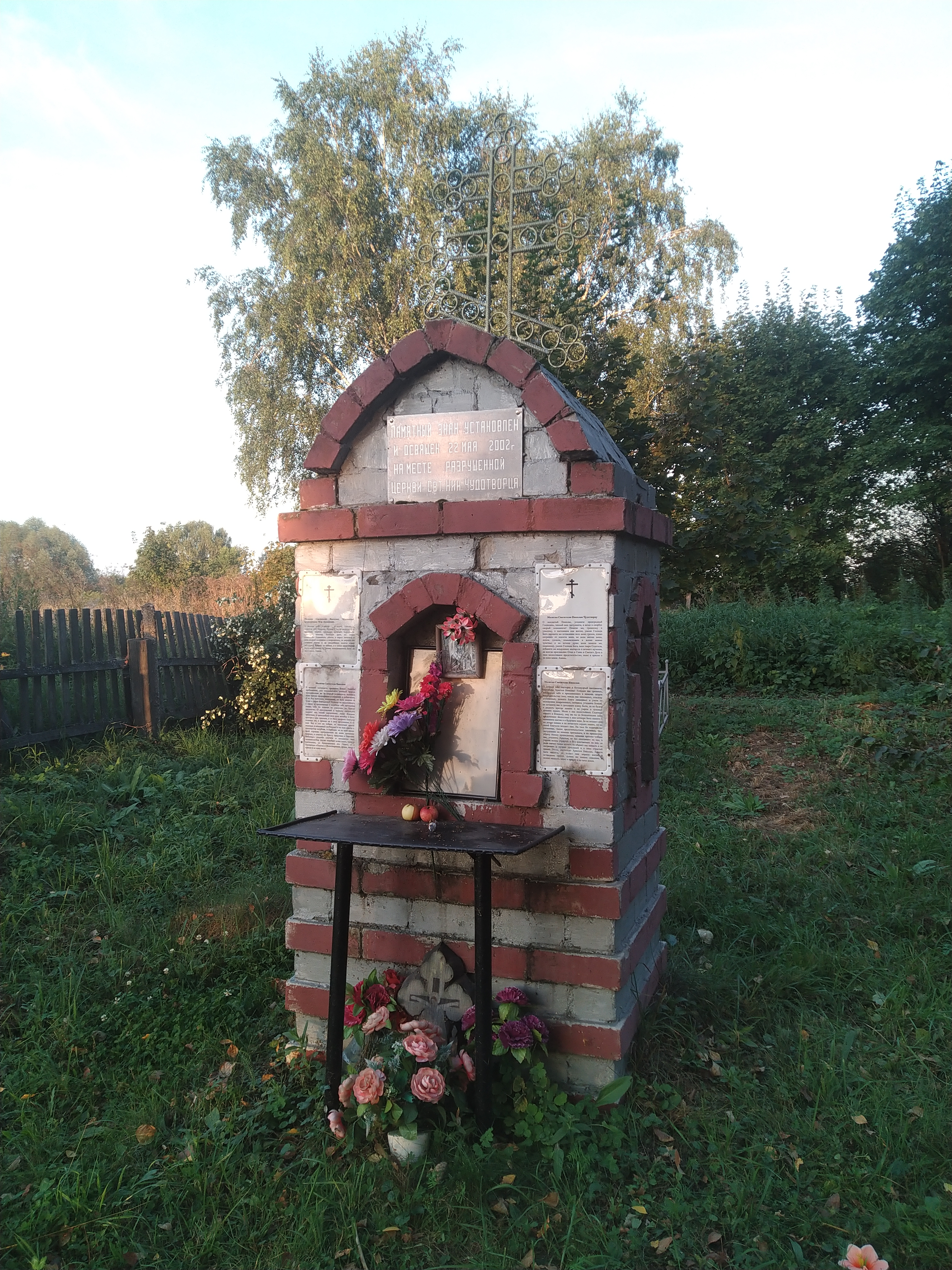
Памятный знак на месте разрушенной церкви святого Николая Чудотворца

Большой Санчур — деревня в Меленковском районе Владимирской области России, входит в состав Дмитриевогорского сельского поселения

## География
Деревня расположена в 4 км на юго-запад от центра поселения села Дмитриевы Горы и в 24 км на юго-восток от райцентра города Меленки.

## История
Первые сведения о селе Санчур и церкви в нем находятся в окладных книгах Рязанской епархии за 1676 год. По этим книгам в Санчуре значится деревянная церковь во имя Николая Чудотворца, при ней был придел в память Усекновения главы святого Иоанна Предтечи. В 1770 году эта церковь сгорела и к 1777 году на средства помещика Языкова построена была новая деревянная церковь с главным престолом того же наименования. В 1807 году сгорела и эта церковь. Тогда прихожане решили построить каменный храм. Постройка была начата в 1810 году, трапеза была окончена и освящена в 1813 году, а главный храм был окончательно отделан и освящен только в 1830 году. Престолов в храме два: главный — во имя Святого Николая Чудотворца, в трапезе в память Усекновения главы святого Иоанна Предтечи. В конце XIX века приход состоял из села Санчур, сельца Санчур и деревни Муратова, в которых по клировым ведомостям числилось 792 мужчины и 848 женщины. В селе Санчур с 1895 года была открыта церковно-приходская школа, учащихся в 1896 году было 27. После революции храм был разрушен.   
В конце XIX — начале XX века Санчур — крупное село в составе Дмитровско-Горской волости Меленковского уезда. 
С 1929 года село являлось центром Больше-Санчурского сельсовета Ляховского района. С 1963 года в составе Дмитриево-Горского сельсовета Меленковского района Владимирской области. 

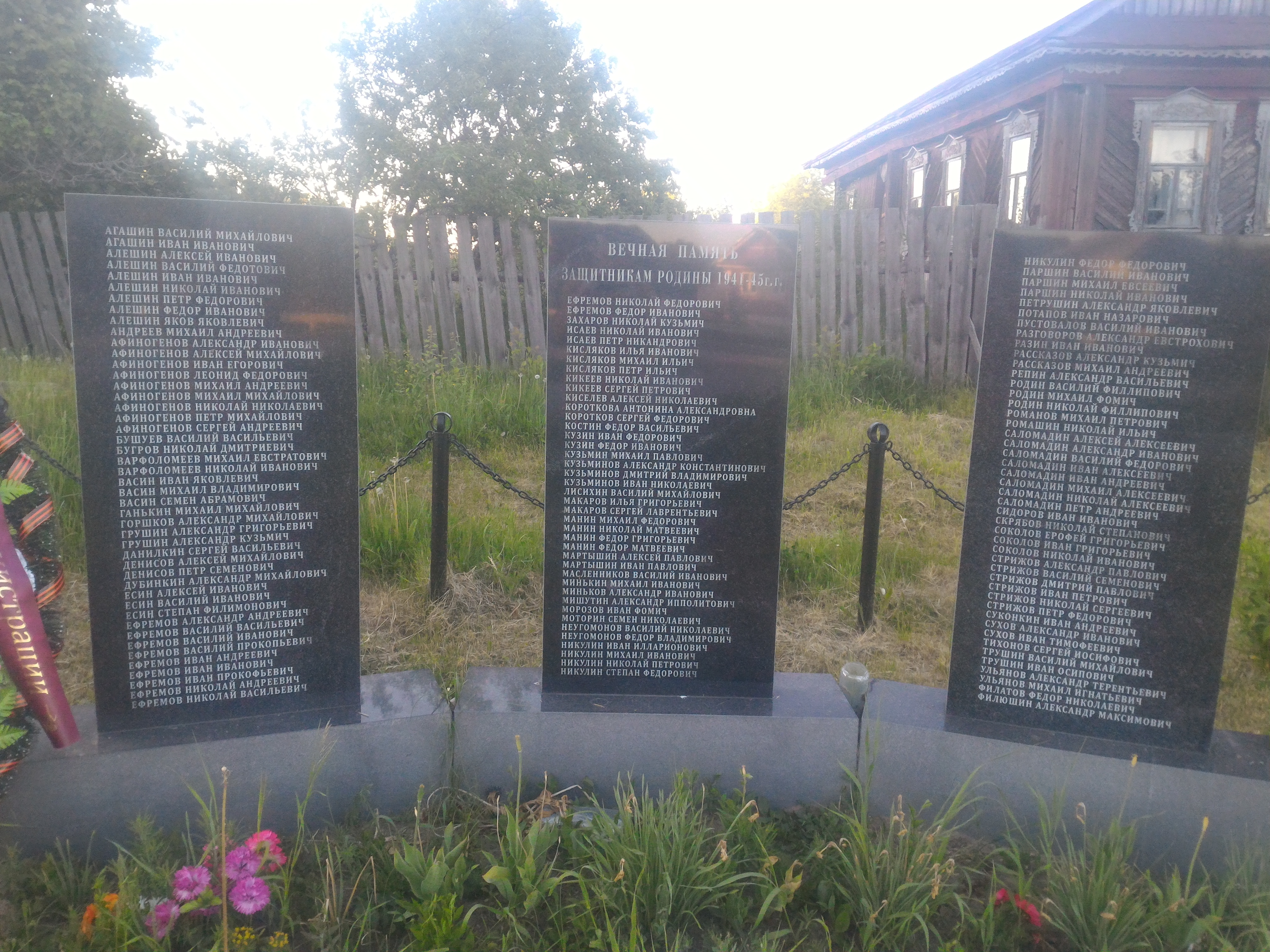
Мемориал Великой Отечественной войны

22 мая 2002 года на месте разрушенной церкви святого Николая Чудотворца был открыт памятный знак. 
В 2013 году был открыт мемориал воинам Великой Отечественной войны.

## Население
| 1859 | 1897 | 1905  | 1926  | 2002 | 2010 | 2021 |
| ---- | ---- | ----- | ----- | ---- | ---- | ---- |
| 588  | ↗816 | ↗1118 | ↘1091 | ↘146 | ↘111 | ↘100 |